# Steve Kuhn
Steve Kuhn, född 24 mars 1938 i Brooklyn i New York, är en amerikansk jazzpianist.

## Biografi
Steve Kuhn fick pianolektioner från fem års ålder och blev tidigt intresserad av jazz. Som trettonåring tog han lektioner för Margaret Chaloff och började spela i hennes son Serge Chaloffs band. Efter sin Harvard-examen studerade Kuhn vid Lenox School of Music, där han träffade trumpetaren Kenny Dorham och spelade i hans grupp 1959-1960. Därefter inbjöds Kuhn att spela i John Coltranes nybildade kvartett.
Han spelade med Stan Getz 1961-1963 och Art Farmer 1964-1966. Därefter bildade han sin första egna trio med trummisen Pete LaRoca och basisten Steve Swallow. Vid slutet av 1960-talet var Kuhn sambo med Monica Zetterlund och bodde i Sverige i några år. 1971 återvände han till USA, där han började ge ut en lång rad album.
I mitten av 1980-talet grundande Kuhn "All Star Trio" tillsammans med basisten Ron Carter och trummisen Al Foster.

## Diskografi
- 1968 - Steve Kuhn in Europe
- 1969 - Childhood Is Forever
- 1972 - Chicken Feathers (samarbete med Monica Zetterlund)
- 1972 - Raindrops (Steve Kuhn Live in New York)
- 1972 - Steve Kuhn
- 1974 - Ecstasy
- 1974 - Trance
- 1977 - Motility
- 1978 - Non-Fiction
- 1979 - Playground
- 1981 - Last Year's Waltz
- 1984 - Mostly Ballads
- 1986 - Life's Magic
- 1986 - The Vanguard Date
- 1988 - Porgy
- 1989 - Oceans in the Sky
- 1990 - Live at Maybeck Recital Hall, Vol. 13
- 1992 - Years Later
- 1995 - Seasons of Romance
- 1995 - Remembering Tomorrow
- 1998 - Dedication
- 1999 - Countdown
- 2000 - The Best Things
- 2002 - Watch What Happens (återutgivning)
- 2003 - Love Walked In
- 2004 - Promises Kept